# Glossaire archéologique des transports maritimes et fluviaux
- Haut – A
- B
- C
- D
- E
- F
- G
- H
- I
- J
- K
- L
- M
- N
- O
- P
- Q
- R
- S
- T
- U
- V
- W
- X
- Y
- Z

## A
- Armateur

## B
- Batellerie

## C
- Canoë monobloc
- Canoë monoxyle
- Compas

## F
- Fanal
- Flottage du bois

## G
- Gabarre

## H
- Halage
- Herminette

## J
- Jetée

## N
- Nautes

## P
- Phare
- Pirogue
- Port

## Q
- Quai

## R
- Radeau